# Lotus 23
La Lotus 23 est une voiture de piste conçue par le constructeur britannique Lotus en 1962 pour les courses d'endurance avec moteurs de faibles cylindrées.

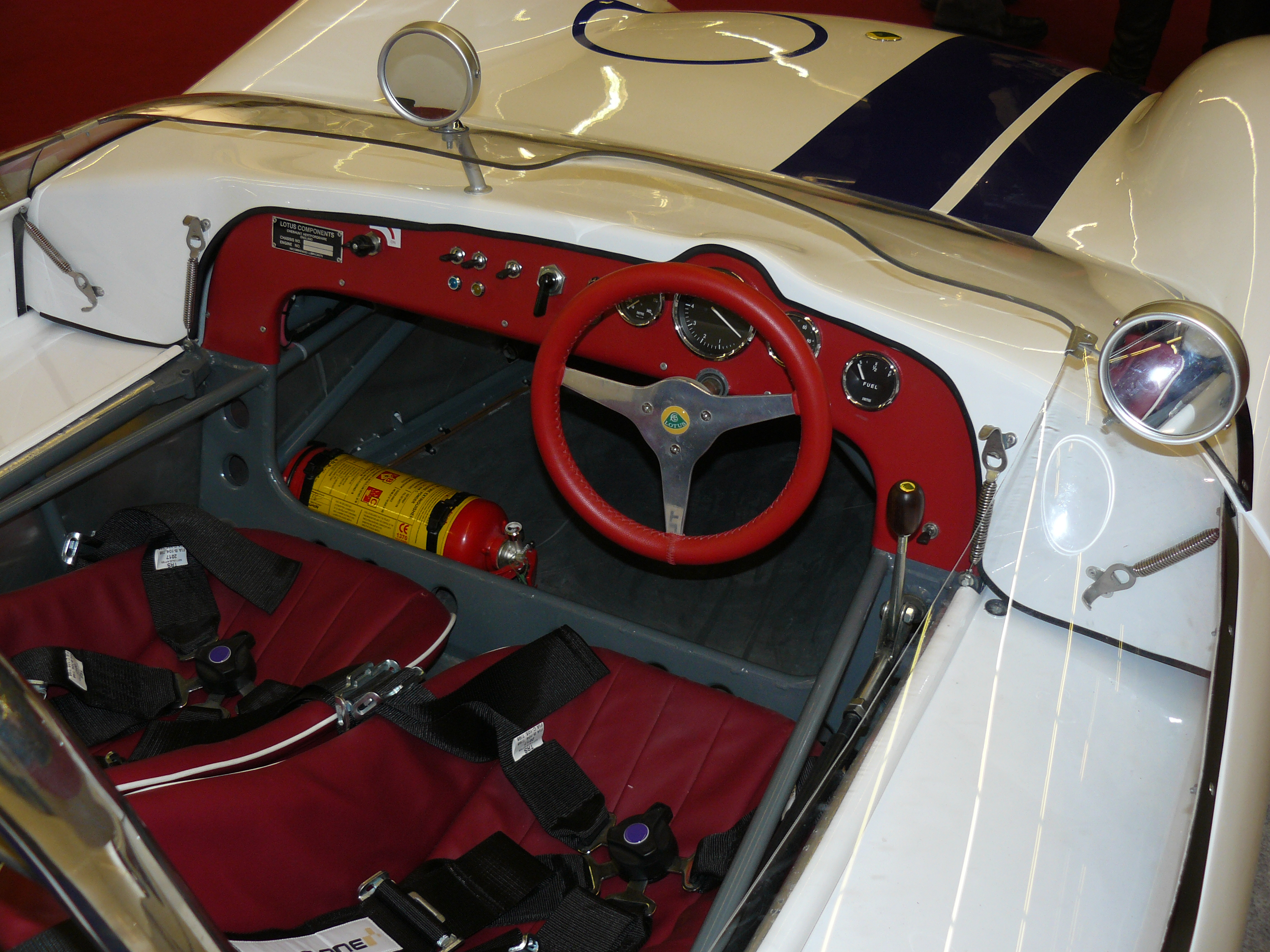
Poste de pilotage d'une Lotus 23B de 1962.

Il s'agit d'une « barquette » dont le châssis est dérivé de celui des Lotus 22 de Formule Junior. Le moteur est donc derrière le pilote. Si le châssis, élargi pour recevoir deux sièges, est différent de celui de la 22, les trains roulants et suspensions sont identiques. Malgré la possibilité de deux places, la 23 est conçue pour le seul conducteur.
La voiture est propulsée par des moteurs dérivés des blocs Ford de 750 à 1 300 cm3, puis du Twin Cam 1 500 cm3 de la Lotus Elan dans la version 23B. Une version 23C fut produite, essentiellement pour le marché américain et pour accepter des moteurs de plus grosses cylindrées.
En course, l'équipe Lotus utilise un dérivé du bloc Lotus TwinCam dont la cylindrée était abaissée à 1 000 cm3 ainsi qu'un moteur Coventry Climax FWMC de seulement 750 cm3.
La Lotus 23 fait un début tonitruant au Nürburgring en 1962, écrasant la concurrence avec Jim Clark au volant, mais victime d'une panne, il sort de route avant la fin de la course. La 23 fut engagée aux 24 Heures du Mans 1962 mais fut jugée non conforme sur des points de détails (du moins aux yeux du Team Lotus). Colin Chapman décida de ne plus jamais revenir aux 24 Heures du Mans. La 23 continua sa carrière en gagnant de nombreuses épreuves d'endurance sur tous les circuits du monde.
Aujourd'hui, la 23 reste une référence pour les courses de véhicules de collection. Un dérivé routier est en fabrication, ainsi que de belles répliques aux États-Unis.

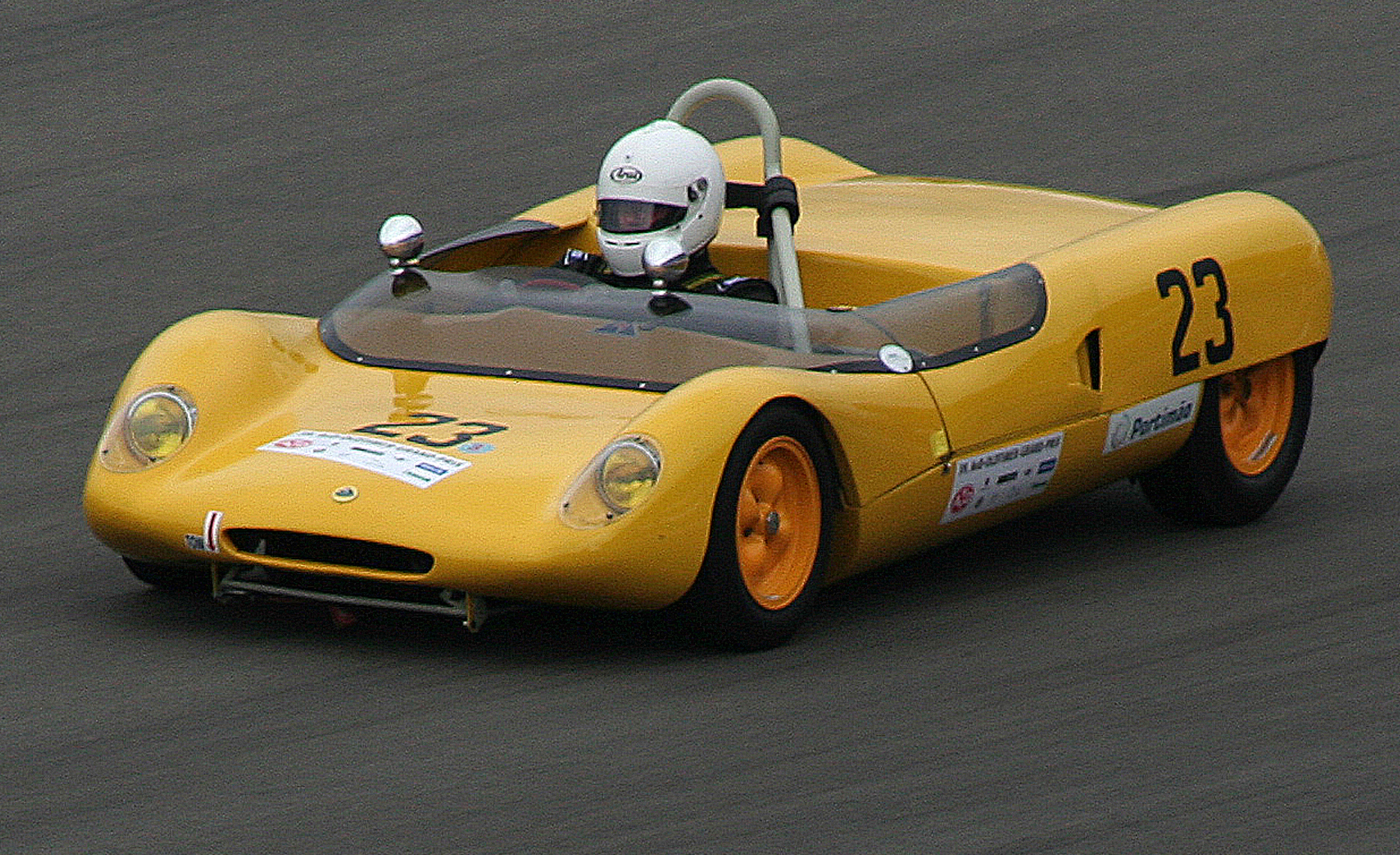
Une Lotus 23B sur circuit.